# Liam Lawrence
Liam Lawrence (ur. 13 grudnia 1981 w Retford) – irlandzki piłkarz występujący na pozycji pomocnika w Shrewsbury Town.

## Kariera klubowa
Lawrence treningi rozpoczął w 1991 roku w angielskim klubie Nottingham Forest. W 1996 roku przeszedł do juniorów Mansfield Town, a w 1999 roku został włączony do jego pierwszej drużyny, grającej w Division Three. W 2002 roku awansował z zespołem do Division Two. W 2003 roku powrócił jednak z nim do Division Three. Został wybrany do jedenastki sezonu 2003/2004 Division Three.
W 2004 roku Lawrence przeszedł do Sunderlandu z Championship. Pierwszy ligowy mecz zaliczył tam 7 sierpnia 2004 roku przeciwko Coventry City (0:2). W 2005 roku awansował z zespołem do Premier League. W tych rozgrywkach zadebiutował 13 sierpnia 2005 roku w przegranym 1:3 pojedynku z Charltonem. 23 października 2005 roku w przegranym 2:3 spotkaniu z Newcastle United strzelił pierwszego gola w Premier League. W 2006 roku spadł z klubem do Championship.
W listopadzie 2006 roku Lawrence został wypożyczony do Stoke City, także grającego w Championship. Zadebiutował tam 18 listopada 2006 roku w wygranym 2:0 meczu z Hull City. W styczniu 2007 roku podpisał kontrakt ze Stoke. W 2008 roku awansował z nim do Premier League. Został także wybrany do jedenastki sezonu 2007/2008 Championship.
We wrześniu 2010 roku został wypożyczony do Portsmouth z Championship. Pierwszy ligowy mecz zaliczył tam 11 września 2010 roku przeciwko Ipswich Town (0:0). W styczniu 2011 roku Lawrence podpisał kontrakt z Portsmouth. W 2012 roku był wypożyczony do Cardiff City. Następnie latem 2012 przeszedł do PAOK FC.
16 stycznia 2014 przeszedł na zasadzie wolnego transferu do Barnsley.

## Kariera reprezentacyjna
Lawrence urodził się w Anglii, ale ponieważ jego dziadek pochodził z Irlandii, Liam został uprawniony do gry w reprezentacji Irlandii. Zadebiutował w niej 29 maja 2009 roku w zremisowanym 1:1 towarzyskim meczu z Nigerią. 8 września 2009 roku w wygranym 1:0 towarzyskim spotkaniu z RPA strzelił pierwszego gola w kadrze narodowej.